# شهرستان میث
شهرستان میث یا کانتی میث (به انگلیسی: County Meath به ایرلندی: Contae na Mí یا به سادگی an Mhí) یک شهرستان در ایرلند است که در لینستر واقع شده و بخشی از منطقه شرق میانه محسوب می‌شود.
نام این شهرستان از سلسله تاریخی پادشاهی میث (از Midhe به معنای «میانه») گرفته شده است و شورای شهرستان میث حکومت محلی این شهرستان را برعهده دارد.

## خصوصیات
کانتی میث ۲٬۳۴۲ کیلومترمربع مساحت دارد و طبق سرشماری سال ۲۰۱۱ جمعیت آن ۱۸۴٬۱۳۵ نفر بوده است.

### مناطق شهری و جمعیت
| شهر                   | جمعیت  |
| --------------------- | ------ |
| نیون                  | ۲۸٬۱۵۸ |
| اشبورن                | ۱۱٬۳۵۵ |
| لیتون-بتیستون-همیلتون | ۱۰٬۸۸۹ |
| رتات                  | ۹٬۰۴۳  |
| تریم                  | ۸٬۲۶۸  |
| دونبین                | ۶٬۹۵۹  |
| کلز                   | ۵٬۸۸۸  |
| حومه جنوب دراهیدا     | ۵٬۰۰۰  |
| دالک                  | ۳٬۹۸۸  |
| دونشوقلین             | ۳٬۹۰۳  |
| استامولن              | ۳٬۱۳۰  |

## جغرافیای سیاسی و تقسیم‌بندی
رود بوین از این شهرستان می‌گذرد.
کانتی میث چهاردهمین شهرستان بزرگ ایرلند از میان ۳۲ شهرستان این کشور است و از نظر جمعیت، رتبه نهم را داراست. همچنین در میان ۱۲ شهرستان منطقه لینستر دومین شهرستان بزرگ از نظر وسعت و سومین از نظر جمعیت محسوب می‌شود. مرکز این شهرستان شهر نیون (به انگلیسی: Navan؛ به ایرلندی:an Uaimh) است و ساختمان شهرداری شهرستان و دولت محلی در آن قرار دارد، اگر چه به دلیل اهمیت تاریخی دادگاه عالی شهرستان در تریم (به انگلیسی: Trim؛ به ایرلندی:Baile Átha Troim) باقی مانده است.

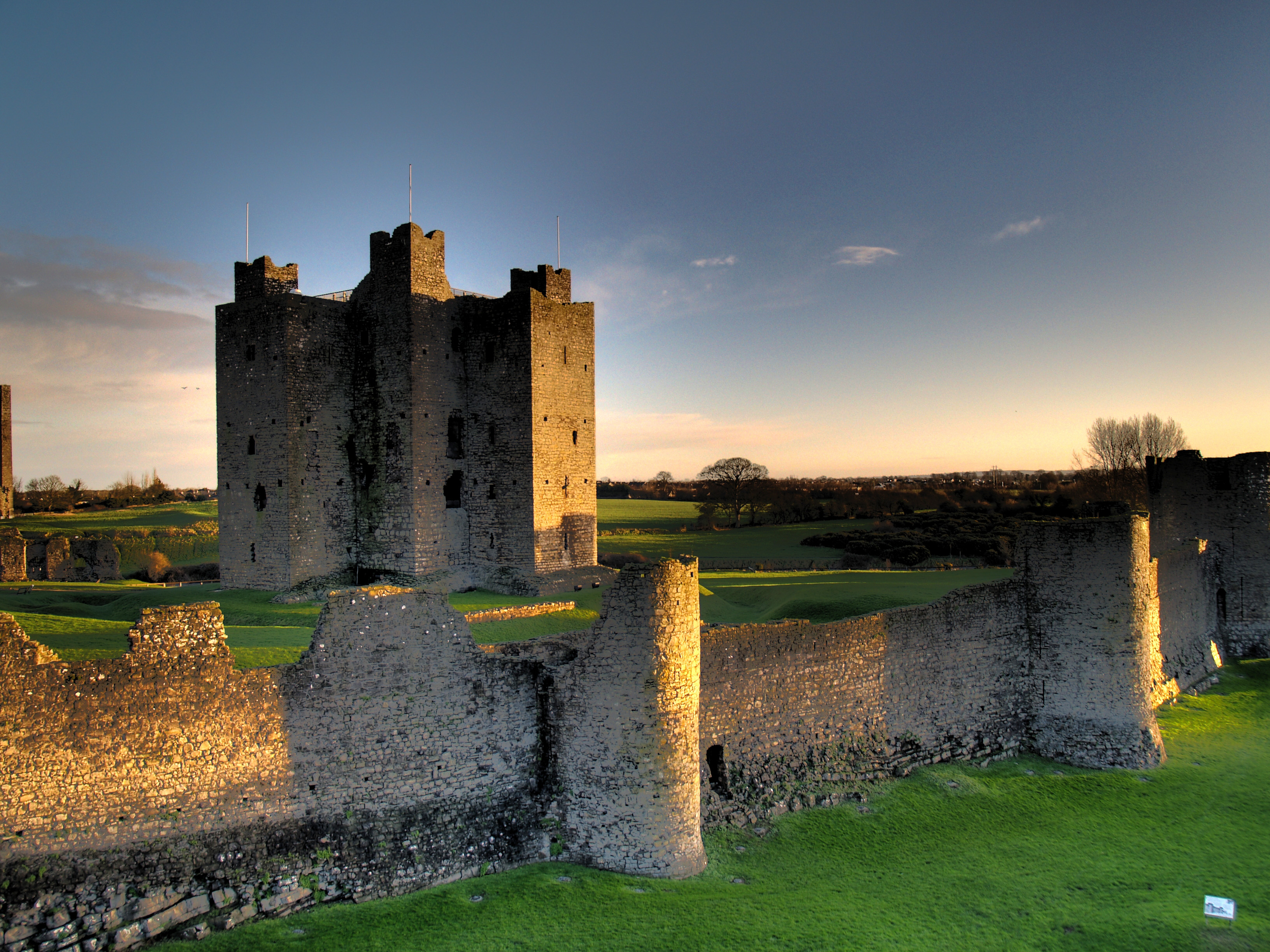
طلوع، قلعه تریم، کانتی میث، ایرلند

### بارونی‌ها
در این شهرستان هجده بارونی یا قلمرو تاریخی بارون‌ها وجود دارد؛ از جمله بارونی مورگالین و بارونی رتات. هرچند بارونی‌ها به طور رسمی تعریف مشخصی دارند اما دیرزمانی نیست که از آنها برای بسیاری از مقاصد اداری استفاده می‌شود و پس از سال ۲۰۰۳ توسط مقامات ایرلندی بارونی‌ها به‌عنوان «واحد اداری» نام برده می‌شود.

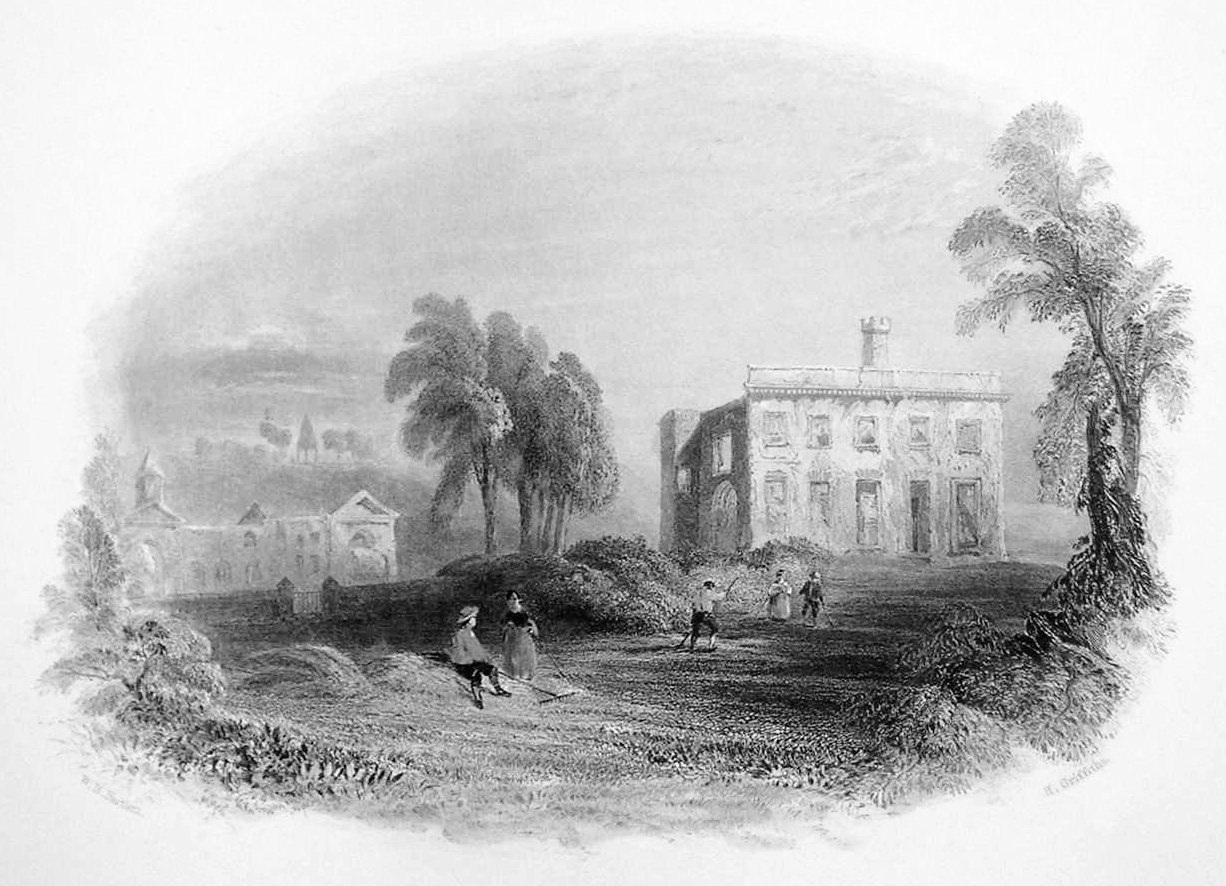
قلعه دانوگان ۱۸۴۰ م، کانتی میث، ایرلند

### دولت‌های محلی و سیاست
شورای شهرستان میث به عنوان حکومت محلی این شهرستان ۴۰ عضو منتخب از احزاب مختلف دارد. انتخابات هر پنج سال یکبار برگزار می‌گردد که به شیوه رأی انتقال‌پذیر انجام می‌شود. ۱۳ کرسی به حزب فاین گائل، ۱۰ کرسی به حزب فیانا فیل، ۸ کرسی به شن‌فن و ۱۰ کرسی به نمایندگان مستقل تعلق دارد.